# Mikoian-Gurevici MiG-25
Mikoian-Gurevici MiG-25 (în rusă Микоян и Гуревич МиГ-25, denumire NATO: Foxbat) este un interceptor supersonic și un avion de recunoaștere proiectat și fabricat în Uniunea Sovietică de biroul Mikoian-Gurevici. Zborul inaugural a avut loc în 1964, avionul aflându-se în serviciu din 1970. MiG-25 are o viteză maximă de Mach 2,83 (poate ajunge până la Mach 3,2 cu riscul reducerii duratei de exploatare a motorului), fiind dotat cu un radiolocator puternic și patru rachete aer-aer. Producția avionului a fost sistată în 1984 după aproximativ 1190 de exemplare. Un simbol al Războiului Rece, MiG-25 a fost folosit și de unii aliați ai Uniunii Sovietice, precum și câteva state post-sovietice. În prezent, se află în serviciu limitat în cadrul Forțelor Aeriene Ruse și altor forțe aeriene.